# Копьеметалка

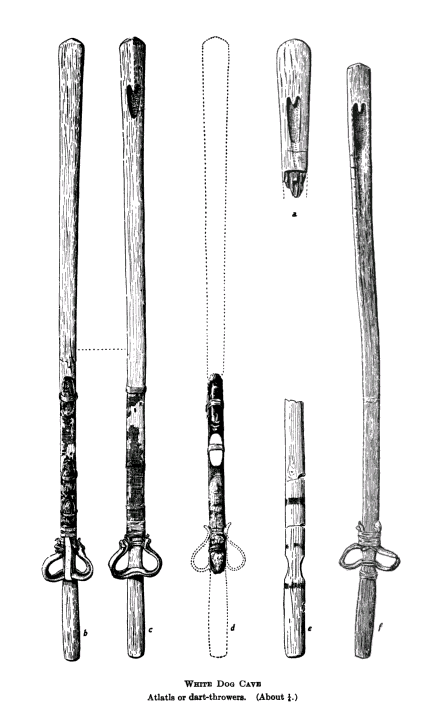
Атлатли из пещер северо-востока Аризоны. Обнаружены в 1921 году

Копьемета́лка — древнейшее метательное приспособление (можно рассматривать как разновидность пращи), предназначенное для метания лёгких копий (дротиков), иногда оперённых. Метание дротика с помощью копьеметалки значительно увеличивало дальность и силу броска. Использовалась с эпохи позднего палеолита.

## Костяные копьеметалки
Культура человека эпохи палеолита включает в себя такое эффективное усовершенствование метательного оружия, как копьеметалка.
Вырезанное из рога северного оленя навершие копьеметалки, представляющее собой миниатюрную фигурку мамонта, обнаружено на стоянке Абри Монтастрюк неподалёку от французской коммуны Брюникель. Здесь же найдена резаная из кости фигурка лошади, которую ряд исследователей также считает частью копьеметалки.

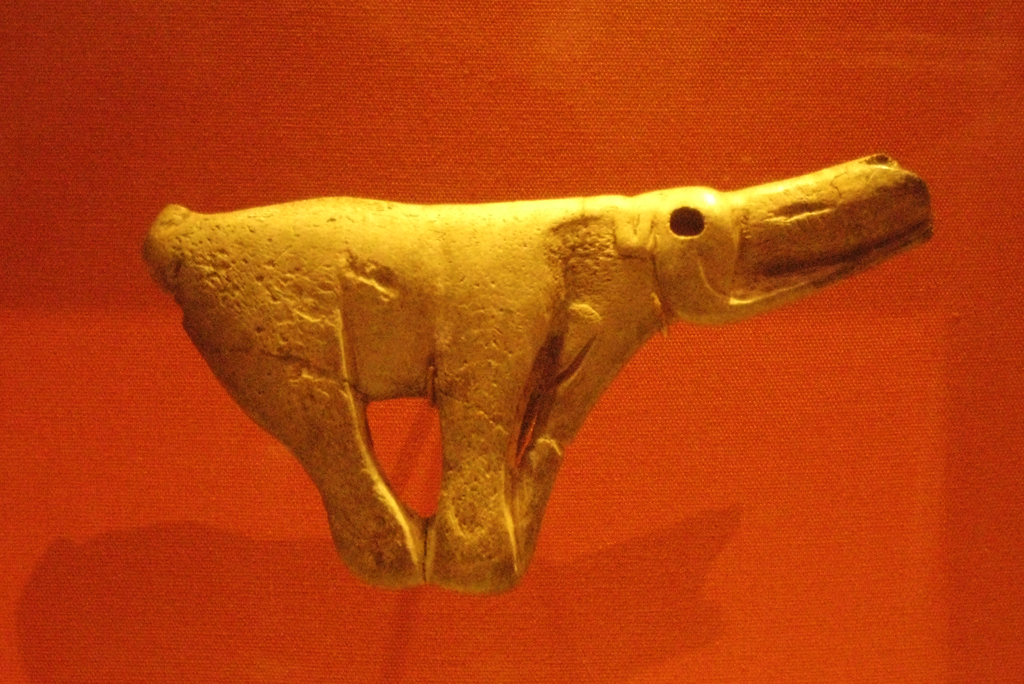
Навершие копьеметалки в виде фигурки мамонта, вырезанное из кости около 13 500 лет назад. Британский музей

## Деревянные копьеметалки

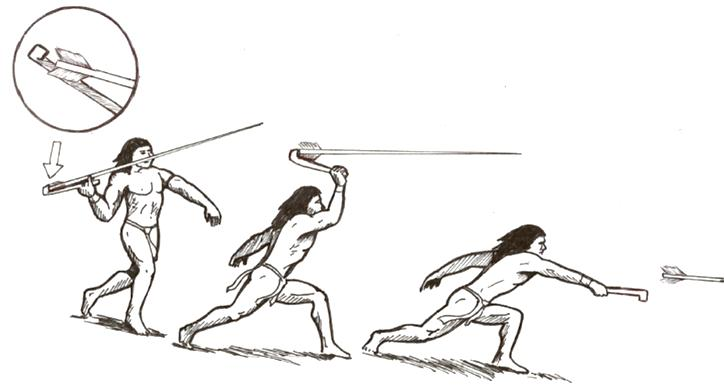
Атлатль в действии

Была распространена среди аборигенов Австралии, у которых известна под разными названиями (ву́мера, воммера, ваммера, амера, пуртанджи), у папуасов Новой Гвинеи, у прибрежных народов северо-востока Азии и Северной Америки, на Сахалине у нивхов и в разных регионах Америки (например, атлатль в Мексике). Обычно копьеметалки — это палки или дощечки с упором на одном конце и рукояткой на другом. Мексиканский атлатль отличается двумя кольцами на рукоятке — упорами для указательного и среднего пальцев. А у алеутов, эскимосов и чукчей они имеют довольно сложную и вполне современную эргономичную форму, обеспечивающую надёжное удержание орудия мокрыми и сальными руками. В литературе за ними закрепилось название «метательные дощечки». Похожие на них деревянные или костяные копьеметалки имеются и у индейцев Северо-западного побережья Северной Америки и побережья Калифорнии. Обнаружены находки, датируемые около 5 тыс. лет назад оружия охоты на бизонов кочевых охотников-собирателей, проживавших в особенности на территории современного штата Оклахома.  Некоторые австралийские вумеры отличаются формой в виде вытянутого ланцетовидного листа, обычно изогнутого так, что образуется сосуд. Кроме того, в её рукоятку закреплено каменное тесло, служащее для разнообразных работ.

## Верёвочные копьеметалки
Древние греки, ирландцы, скандинавы, северные народы, некоторые индейцы и полинезийцы применяли другие приспособления. У пельтастов Древней Греции каждый дротик имел ближе к задней части прикреплённую ременную петлю (анкул, месанкул), которая захватывалась указательным и средним пальцами. Когда греки соревновались в метании по цели, то они подобный ремень закручивали вокруг древка, но не закрепляли его. Брошенное копьё получало ещё и вращательное движение, что повышало точность попадания. Для метания тяжёлых, но коротких дротиков греки применяли верёвочную копьеметалку кестрос (греч. κέστρος). Но манера бросания последней сближает её с пращой.
Закреплённый ремень аментум имели и дротики римских велитов. Так же бросают дротики в некоторых частях Центральной Африки. Но там ремень закрепляют по центру древка. В Новой Каледонии короткая упругая верёвочная копьеметалка оунеп или лифу имеет на одном конце петлю, а на другом — узел. После броска эта копьеметалка остаётся в руке.

## В современности

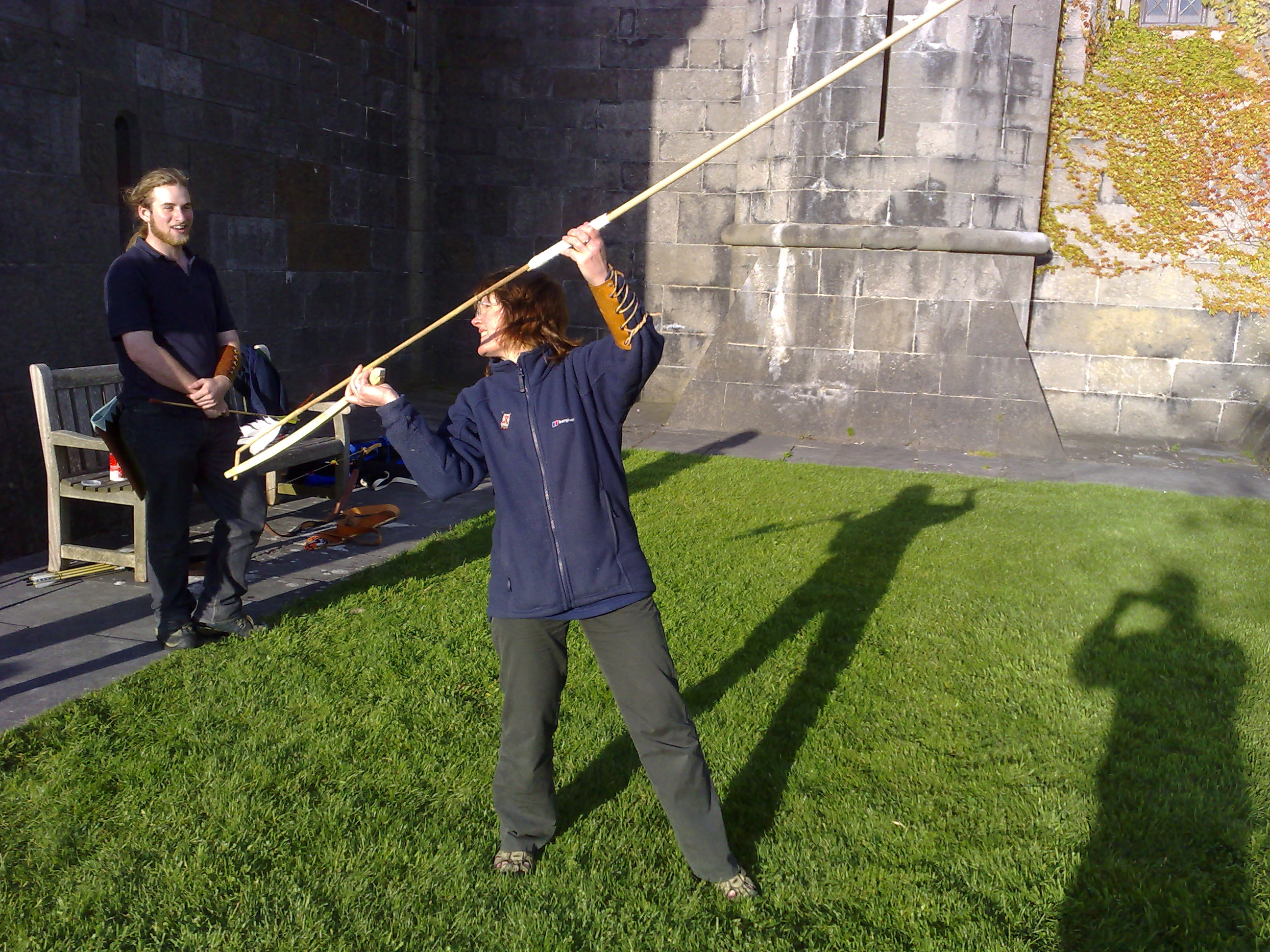
Современные метатели

В конце XX века искусство пользования копьеметалкой стало возрождаться энтузиастами: появилась Всемирная ассоциация атлатля (англ. World Atlatl Association competition), которая с 1991 года проводит ежегодные соревнования. По состоянию на 2021 год мировой рекорд принадлежит американцу Дэйву Ингваллу, который в 1995 году при помощи копьеметалки метнул копьё на 848,56 фута (около 259 метров).